# ترينت ريتشاردسون
ترينت ريتشاردسون (بالإنجليزية: Trent Richardson)‏ هو لاعب كرة قدم أمريكية ولاعب كرة قدم كندية أمريكي، ولد في 10 يوليو 1991 في بينساكولا في الولايات المتحدة.

## وصلات خارجية
- ترينت ريتشاردسون على موقع إي إس بي إن.كوم (أن.أف.أل)3
- ترينت ريتشاردسون على موقع مرجع كرة القدم المحترفة.كوم (الإنجليزية)